# 守山恒太郎
守山 恒太郎（もりやま つねたろう、1880年4月27日 - 1912年2月12日）は、東京都出身の野球選手。

## 経歴
獨逸学協会学校を卒業し、1899年に第一高等学校へ入学。
ドロップボールを駆使して、「一高第二次黄金時代」の左投手として活躍した。
1901年5月に横浜外国人チーム（横浜アマチュアクラブ）と対戦し5対6で敗れた。その後、制球力を向上させるため、一塁側グラウンドの後方にあったレンガ塀に5寸大の穴が開くまで投げ続けたり、投球練習中に痛めた左肘を治すため、校庭の桜の木に左手一本でぶら下がり伸ばすなど、校友会雑誌に「上野の杜にカラスの鳴かぬ日はあれど、守山の姿を運動場に見ざる日はなし」と書かれるほど猛練習に明け暮れた。そして、横浜外国人チームと1年後に再戦し、4対0の完封勝利でリベンジしている。
その後は東京帝国大学医学部を卒業して軍医になるが、伝染病研究所で研究中に腸チフスに感染し、1912年2月12日に31歳で死去した。
1966年に野球殿堂入り。

## 著書
- 『野球之友』民友社、1903年。国会図書館デジタルコレクション